# Stefan Lindström
Stefan Lindström, född 14 augusti 1953 i Lovisa i Finland, är en finländsk tidigare fotbollsmålvakt.
Lindström representerade FC KTP och FC Haka i hemlandet i slutet av 1970-talet, men tog 1979 steget över till Sverige och IFK Eskilstuna i division II norra. Då Gais målvakt Kjell Uppling skadades under säsongen 1980 blixtvärvade tränare Tom Lilledal Lindström till Göteborgsklubben, där han stod i fyra matcher i division II södra.
Inför säsongen 1981 gick Lindström till IFK Sundsvall i Allsvenskan, där han spelade 19 matcher då Sundsvall ramlade ur serien. Han återvände sedan till Finland, där han representerade KuPS, Sepsi-78 och MP.
Lindström spelade fem A-landskamper för Finland 1979–1980.